# Aeromachus
Aeromachus es un género de mariposas ditrisios perteneciente a la familia Hesperiidae. 

## Especies
- Aeromachus bandaishanus Murayama & Shimonoya, 1973
- Aeromachus catocyanea (Mabille, 1879)
- Aeromachus cognatus Inoue & Kawazoe, 1966
- Aeromachus dubius Elwes & Edwards, 1897
- Aeromachus inachus (Ménétriés, 1859)
- Aeromachus jhora (de Nicéville, 1885)
- Aeromachus kali (de Nicéville, 1885)
- Aeromachus matsudai Murayama, 1943
- Aeromachus monstrabilus Huang, 2003
- Aeromachus muscus (Mabille, 1876)
- Aeromachus piceus Leech, 1894
- Aeromachus plumbeolus (C. & R. Felder, 1867)
- Aeromachus propinquus Alphéraky, 1897
- Aeromachus pseudojhora Lee, 1962
- Aeromachus pygmaeus (Fabricius, 1775)
- Aeromachus skola Evans, 1943
- Aeromachus spuria Evans, 1943
- Aeromachus stigmata (Moore, 1878)